# Tropicana Las Vegas
Le Tropicana Las Vegas était un hôtel-casino de Las Vegas. Il était situé à côté du MGM Grand Las Vegas, au bout du Strip, l'avenue qui traverse la ville. Construit en 1957, il a été démoli en 2024.

## Histoire
Le bâtiment original a été édifié en 1957. La Paradise Tower, composée de 22 étages de chambres et suites, a été construite en 1979 comme le Tiffany Theater. En 1986, une autre tour de 21 étages s'élève : la Island Tower. Après sa construction, l'hôtel a donné son nom à la rue qui traverse le Strip : la Tropicana Avenue.
En janvier 2007, Aztar Corporation, alors propriétaire du Tropicana, est finalement racheté par la Columbia Sussex pour 2,75 milliards de dollars. La commission des Jeux du Nevada avait approuvé cette acquisition le 17 novembre 2006. Par la suite, une nouvelle filiale est créée, Tropicana Entertainment LLC.
Le 2 novembre 2006, la Tropicana Entertainment annonçait 2 milliards de dollars pour la rénovation du complexe. L'Island Tower et la Paradise Tower recevraient des rénovations aussi bien intérieures qu'extérieures. De plus, quatre autres tours seraient construites, et le Centre de convention du Tropicana serait agrandi : ce qui en ferait l'un des plus grands de Las Vegas après le Las Vegas Convention Center, le Sands Expo and Convention Center, le Mandalay Bay Convention Center et le futur Echelon Place Convention Center (construit pour remplacer le Stardust). Le projet a été suspendu au début de la récession économique en 2008, et finalement abandonné à la suite de la faillite de Tropicana Entertainment.
En août 2009, le nouveau chef de la direction du Tropicana, Alex Yemenidjian, a annoncé un plan de 165 millions de dollars pour rénover l'édifice dans le style South Beach de Miami, ceci en plusieurs phases. La première phase dont l'achèvement est prévu pour la fin 2009. La deuxième phase afin de rénover les salles de conférence, les chambres et espaces communs, dont la construction fut planifiée pour la fin août 2010. La troisième phase dont la rénovation est prévue pour être achevée en avril 2011. Le Tropicana ferme ses portes le 2 avril 2024, pour une démolition le 9 octobre 2024, laissant la place au nouveau stade de baseball de Las Vegas,.

## Galerie

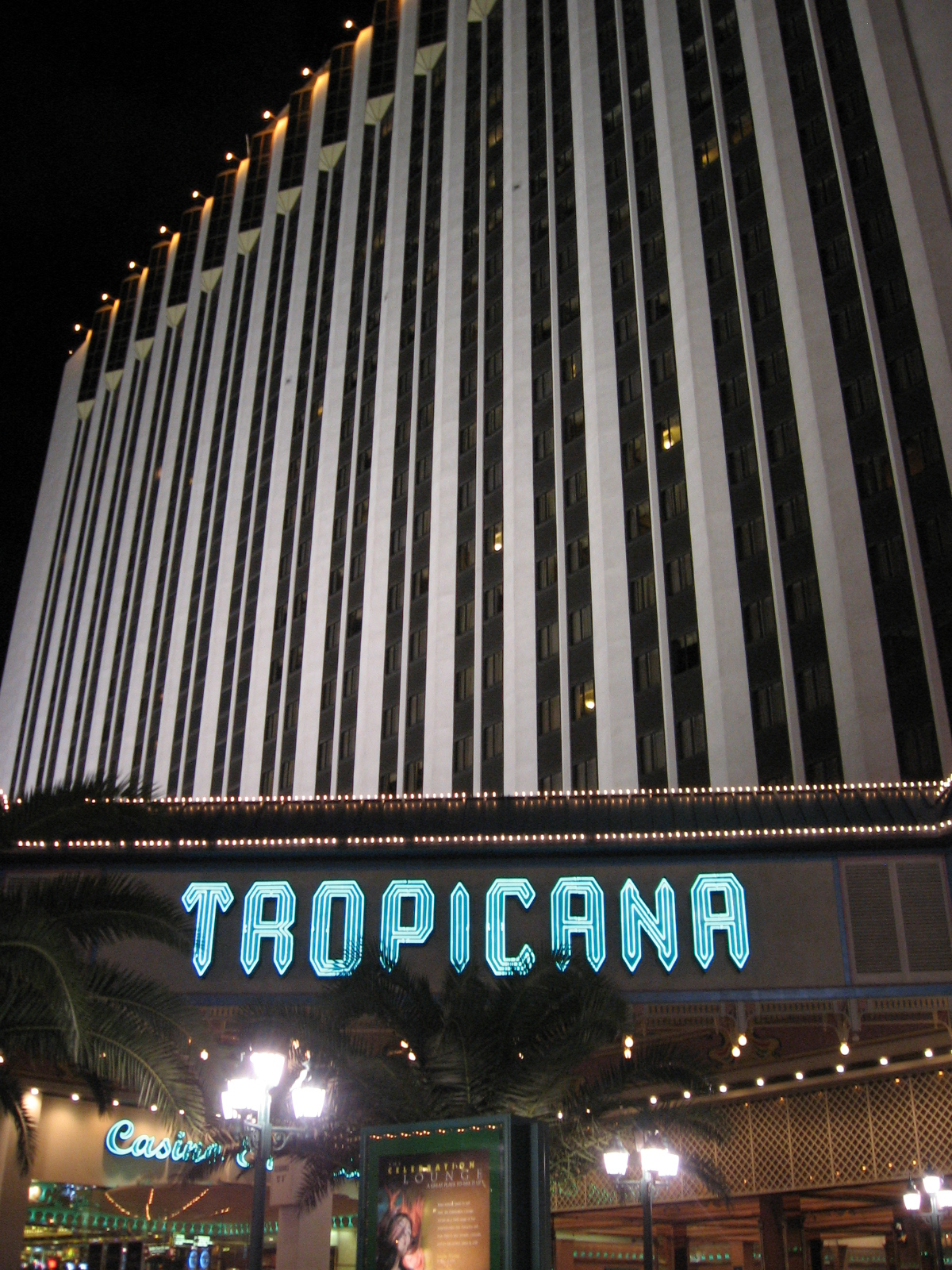

## Les services de l'hôtel

### Les chambres
L’hôtel compte 1 467 chambres et suites 
| - Club Deluxe Room - Paradise Deluxe Room - Deluxe City View Room - Club Deluxe Plus Room - Bungalow Deluxe Room - Paradise Suite - Club Suite |  | - Club Spa Suite - Penthouse Loft - Sky Villa 1 Bedroom - Sky Villa 2 Bedroom - Villa One - Pool Villa |

### Les restaurants
| - Bacio Italian Cuisine - Biscayne - Beach Cafe |  | - South Beach Food Court - In-Room Dining - Cocktails |